# Соверцене
Сове́рдзене, Соверцене (итал. Soverzene) — коммуна в Италии, располагается в провинции Беллуно области Венеция.
Население составляет 420 человек (2008 г.), плотность населения составляет 29 чел./км². Занимает площадь 15 км². Почтовый индекс — 32010. Телефонный код — 0437.
Покровителем коммуны почитается святой Лаврентий, празднование 10 августа.

## Демография
Динамика населения:

## Администрация коммуны
- Официальный сайт: